# سترونغ هولد (لعبة فيديو 2001)
سترونغ هولد (بالإنجليزية: Stronghold، أي: "الحصن") هي لعبة استراتيجية الوقت الحقيقي تاريخية طورت بواسطة فايرفلاي ستوديوز عام 2001، تركز اللعبة بصورة كبيرة على الجانب العسكري والغزو إلا أنها لم تهمل الجانب الاقتصادي من أجل توفير الطعام والموارد اللازمة لحياة المواطنين في مملكتك، حيث توفر اللعبة نوعين من المهمات اقتصادية وعسكرية، اللعبة تجري في العصور الوسطى في بريطانيا حوالي من 1066 وفي بعض الأحيان نظرا لعدم وجود أي حدود زمنية، يمكن ان تستمر اللعبة لمئات السنين بعد هذا التاريخ.
تم إصدار نسخة أخرى من اللعبة :
- سترونج هولد: كروسيدر
- سترونج هولد 2
- سترونج هولد ليجندز

## وصلات خارجية
- سترونج هولد على موقع IMDb (الإنجليزية)

- Firefly Studios